# 親父 (映画)
『親父』（おやじ）は、2006年の日本映画。主演：千葉真一、監督：千葉真一・井出良英、製作：チェイスフィルムエンタテインメント、ステレオ・カラー、108分。

## 概要
原作はもりやまつるで、千葉真一が主演・監督を務めるヒューマン・ドラマ。死んだはずの“親父”が帰ってきて、それぞれ家族の被っていたいくつもの難問を、大きな愛情と無敵の腕っぷしで解決していく。威厳を発揮し、家族を守り、妻や子供たちを先導する役割を果たしていたかつての父親には、なんの見返りも無い愛・偉大さ・強さが確かに存在していた。ある家族に亡くなったはずの父が戻ってきたことで、家族愛・夫婦愛そして勇気と心の絆を描いている。

## ストーリー
15年前に沼田竜道を失っていた妻・敏子、娘・洋子、息子・伸吾らの心は、バラバラのまま愛情を求め、安らぎを欲しながら今日まで生きている。伸吾は不良とつるみパシリとなり、警察にも世話になる問題児で、結婚した洋子は夫・津川のドメスティックバイオレンスに耐えかねて実家に戻り、敏子も子供たちを心配しながら必死に生活をやりくりする、崩壊寸前の一家だった。残された親子にはそれぞれ心の穴が開いていた。大黒柱である“親父”（竜道）という穴が…。
常に満たされない時を過ごした家族を再び修復させることができるのは、“親父”だけだった。生前の“親父”は数人の従業員を雇い、鍛冶屋を営み、親子4人幸せに暮らしていた。しかし地上げを狙った暴力団は、沼田邸を放火した。“親父”は命をかけて火事から家族を守ったが、家は跡形もなく全焼。“親父”は唯一人でヤクザの事務所に殴りこみをかけ、全員を叩きのめすが、自分も刺されて死んでしまった。
盆を迎えようとしていた夏のある晩、津川が沼田家に乗り込み、洋子を強引に連れ戻そうとする。暴力を振るう津川から敏子や洋子を守ることができずに、震えている伸吾。3人の身に危険が迫ったそのとき、死んだはずの“親父”が現れた。津川を追い払った“親父”だが、突然の帰宅に戸惑いを隠せない姉弟。“親父”はこれまでの不在を埋めるように家族が抱えている問題に、全身全霊で立ち向かっていく。

## キャスト
- 千葉真一 - 沼田竜道

- 田中好子 - 沼田敏子
- 斉藤慶太 - 沼田伸吾
- 北川弘美 - 沼田洋子
- 榊英雄 - 津川靖史
- 亀石征一郎 - 清太郎
- 筒井康隆 - 山城組 組長
- 堀田眞三 - 山城組 幹部
- 小西博之 - 山城組 幹部
- 岸本祐二 - 山城組 幹部
- 松重豊 - 山城組 組員

## スタッフ
- 監督 - 千葉真一・井出良英

- 原作 - もりやまつる（ビッグコミックスペリオール連載）
- 脚本 - 亀石太夏匡・井出良英
- 製作総指揮 - 楠部孝
- エグゼクティブプロデューサー - 池内健壱郎
- プロデューサー - 川上泰弘・里中哲夫
- 撮影・CG - 新妻宏昭
- 照明 - 阿部力
- 録音 - 山田均
- 美術 - 丸尾知行・古積弘二
- 編集 - 井出良英・平野一樹
- 助監督 - 石田和彦
- 音楽 - 関口晶大[1]
- 製作 - チェイスフィルムエンタテインメント

## 製作
短く切った髪に精悍な顔・日に焼けた肌・がっしりした体躯の千葉真一が、圧倒的な存在感と百戦錬磨を潜り抜けてきた者だけが持ちうる包容力をもってして、これ以上ないほどの適役である昔ながらの“親父”に扮している。夫を亡くして以来、家族の要として働き、子供たちに深い愛情を注ぎながらも、父親の代わりにはなれないことを痛感する妻に田中好子。純粋であるが故に傷つきやすく、向こうみずな青年・息子に斉藤慶太、長女には北川弘美が配役されている。脚本を担当した亀石太夏匡は亀石征一郎の息子。福島県いわき市に建造されたオープンセットは『風林火山 (NHK大河ドラマ)』にも使用された。
当初山城組の組長には浜田幸一が予定されていた。堀田眞三・小西博之・岸本祐二は友情出演で、堀田は「出演オファーがきても主役がこの人？！ だったら止めよう！ この主演俳優だったら　どんな役でもいいから出演したい。この作品は岸本君も小西君も、主役に惚れて特別出演の様だ。もちろん私も」と語っている。

## 興行
日本では2007年8月25日に封切り公開された。キャッチコピーは、
| 「 | あの頃。家には優しいお袋、姉貴、そして、親父がいた。まだ幼い子供だった俺の記憶は定かではないが、それはあたりまえの風景であり、幸福は何かなんて、ましてや家族の絆なんて、考えたことさえなかった。15年前に火事があった。親父を失った家族の歯車は少しずつ狂っていった。お袋は笑顔をなくし、姉貴はヤクザと結婚し、俺は転がるように暗いトンネルへと落ちていった。それが現実だった。やっぱり家族のことなんて、考えたことなどなかった。それがある夏の日。突然、“あの人”が帰ってきたのだった・・・。 | 」 |